# Partula filosa
Partula filosa foi uma espécie de gastrópode da família Partulidae.
Foi endémica de Polinésia Francesa.